# Kasai (fiume)
Il fiume Kasai (in portoghese: Cassai) è un affluente del fiume Congo localizzato nell'Africa centrale. Ha una lunghezza di 2.153 km.
Sorge in Angola e per un lungo tratto segna il confine tra Angola e Repubblica Democratica del Congo (RDC), quindi entra totalmente in RDC, dove si unisce al fiume Congo a nord-est di Kinshasa.
Gli affluenti del Kasai includono il Fimi, il Kwango e il Sankuru. Il breve tratto del Kasai dopo l'afflusso del Fimi è noto con il nome di fiume Kwa.
Il bacino fluviale del Kasai consiste principalmente in regioni della foresta pluviale equatoriale.